# Nikanor aus Stageira
Nikanor (altgriechisch Νικάνωρ Nikánōr; 4. Jahrhundert v. Chr.) war ein Grieche und möglicherweise Verwandter, mindestens jedoch Mitbürger des Aristoteles. 
Nikanor wurde zusammen mit dem später als Alexander der Große bekannten makedonischen Kronprinzen von Aristoteles in Mieza unterrichtet. Aristoteles bestimmte ihn in seinem Testament zum Schwiegersohn und zum Vormund seines Sohnes.
Nikanor nahm an den Feldzügen Alexanders teil. Mitte 324 v. Chr. hielt sich Nikanor bei Alexander auf, der ihn nach Olympia schickte, um dort Alexanders Dekret über die Rückberufung der Verbannten zu verlesen. Der Auftrag wurde schnell bekannt und Demosthenes ging nach Olympia, um mit Nikanor über die Auswirkungen des Dekretes auf Athen zu verhandeln. Als Ergebnis wurde Demosthenes erlaubt, Gesandte an Alexander zu schicken. Neben diesem Dekret verkündete Nikanor wahrscheinlich auch noch weitere Anordnungen Alexanders.
Es ist unklar, ob Nikanor identisch mit dem gleichnamigen Mann († 317 v. Chr.) ist, der im Zweiten Diadochenkrieg seit 319 v. Chr. als Kassanders Untergebener Kommandant der Athener Festung Munychia und Flottenkommandeur war. In jüngeren Betrachtungen von Waldemar Heckel, A. B. Bosworth und Werner Huß wird dies ausgeschlossen.
Möglicherweise verfasste Nikanor von Stageira eine Biografie Alexanders des Großen (Fragmente der griechischen Historiker 146).